# Bataille de Mullaitivu-Chalai
Pour les articles homonymes, voir Chalais.
Guerre civile du Sri Lanka
La bataille navale de Mullaitivu-Chalai est livrée le 16 avril 2001 au large des localités de Mullaitivu et Chalai, durant la guerre civile du Sri Lanka.
Cinq vedettes gouvernementales sri-lankaises, de fabrication israélienne de classe Dvora, engagent le combat contre des navires indépendantistes tamouls, manœuvrés par les Tigres des mers du LTTE. À l'issue de l'affrontement, une vedette très endommagée doit être remorquée vers la côte et deux autres ont leur système de visée nocturne et leurs radars touchés. Sept marins sri-lankais sont blessés et deux Tamouls auraient été tués.

## Source
- (en) http://english.people.com.cn/english/200104/17/eng20010417_67855.html